# Kate Williamson
Kate Williamson (* 19. September 1931 als Robina Jane Sparks in  Ellenville, New York; † 6. Dezember 2013 in Encino, Kalifornien) war eine US-amerikanische Schauspielerin.

## Leben
Williamson wuchs als Tochter der Schauspielerin Nydia Westman und des Filmproduzenten Robert Sparks auf. 1954 heiratete sie den Schauspieler Al Ruscio, mit dem sie vier Kinder hatte. Erst in den späten 1970er Jahren begann sie ihre eigene Karriere im Showbusiness.
Zunächst spielte sie kleine Gastrollen in Fernsehserien wie Unsere kleine Farm und Junge Schicksale. In den 1980er und 1990er Jahren spielte sie in zahlreichen erfolgreichen Serienformaten, darunter Falcon Crest, Mord ist ihr Hobby, Profiler und JAG – Im Auftrag der Ehre. 1995 agierte sie in der wiederkehrenden Rolle der Lehrerin Mrs. Rodgers in der Sitcom Ellen.
Ihr Debüt auf der großen Leinwand hatte Williamson 1984 in Richard Benjamins Komödie Die Zeit verrinnt, die Navy ruft an der Seite von Sean Penn und Nicolas Cage. Größere Nebenrollen stellte sie im Thriller Nightmare Lover und im Drama Wie ich zum ersten Mal Selbstmord beging. 2002 war sie als Großmutter des Serienmörders Jeffrey Dahmer im Psychothriller Dahmer zu sehen. Neben Engagements in Film und Fernsehen trat sie auch am Theater auf, unter anderem am South Coast Repertory, dem Ensemble Studio Theatre L.A., und dem La Jolla Playhouse.
Williamson starb wenige Wochen nach dem Tod ihres Mannes.

## Filmografie (Auswahl)

### Fernsehen
- 1980: Unsere kleine Farm (Little House on the Prairie)
- 1983: Polizeirevier Hill Street (Hill Street Blues)
- 1984: Cheers
- 1985: Falcon Crest
- 1986: Ein Engel auf Erden (Highway to Heaven)
- 1987: Mord ist ihr Hobby (Murder, She Wrote)
- 1989: Die Schöne und das Biest (Beauty and the Beast)
- 1995: Ellen
- 1997: Profiler
- 1998: Hör mal, wer da hämmert (Home Improvement)
- 1998: JAG – Im Auftrag der Ehre (JAG)
- 2003: Eine himmlische Familie (7th Heaven)
- 2003: New York Cops – NYPD Blue (NYPD Blue)

### Film
- 1984: Die Zeit verrinnt, die Navy ruft (Racing with the Moon)
- 1993: Nightmare Lover (Dream Lover)
- 1994: Enthüllung (Disclosure)
- 1997: Touch
- 1997: Wie ich zum ersten Mal Selbstmord beging (The Last Time I Committed Suicide)
- 1998: Hi-Lo Country (The Hi-Lo Country)
- 2002: Dahmer